# Тяншански сеносъбирач
Тяншански сеносъбирач (Ochotona iliensis) е вид бозайник от семейство Пики (Ochotonidae), ендемичен за Северозападен Китай. След неговото откриване през 1983 г. той не е документиран отново до 2014 г. Популацията му намалява поради в голяма степен от неизвестни причини като e застрашен вид от изчезване.

## Описание
Тяншанският сеносъбирач е с къси уши. Той е голям за вида си и е с дължина от 20,3 до 20,4 см и тегло до 250 гр. Той е с ярко оцветена козина и има големи ръждиво-червени петна по челото, главата и от двете страни на шията.

## Разпространение
Той е ендемичен за планините Тяншан в северозападната китайска провинция Синцзян.

## Местообитание
Обитава делувиални области по високите лица на скалите. Този вид изгражда купчинки от сено и е тревопасно животно.

## Екология
Почти нищо не се знае за екологията или поведението на вида. Те са най-вече дневни видове, но могат да проявят и нощна активност. Само 1 – 2 малки се раждат всяка година, но броя на новородените, за този вид е неизвестен.

## Опазване
Видът е наблюдаван за първи път от природозащитника Ли Уеидон през 1983 г. и е описан от Ли и екипа му през 1986 г. Животното не е документирано отново до май 2014 г. (отново от Ли).
Популацията му е намалена със 70% в рамките на 15 години. Спад на популацията се наблюдава на няколко места, обитавани от този вид. Скорошно преброяване показва, че видът е бил изтребен от планинските райони на Джилималале и планините на юг Хитубу. Популациите са намалели в районите на Джипук, Тянг Апе и Телимани Дабан. Около 2000 възрастни екземпляра са съществували в началото на 90-те години на XX век. Точните причини за скорошния спад на популацията са неизвестни, но се предполага, че увеличаването на тревопасните, хранещи се чрез паша, и глобалното замърсяване в резултат на изменението на климата се отразяват отрицателно на вида. Това, както и малочислеността на популациите и ниските репродуктивни темпове, съчетани с относително ограничената способност на вида да се възстанови, оказват своето неблагоприятно влияние. Не са известни мерки за опазване на вида в районите на местообитанието му.